# Fernando Clavijo (soccer)
Pour les articles homonymes, voir Clavijo (homonymie).
Fernando Clavijo est un joueur puis entraîneur américain de football né le 23 janvier 1956 à Maldonado (Uruguay) et mort le 8 février 2019 à Fort Lauderdale en Floride. Il a notamment dirigé l'équipe d'Haïti entre 2003 et 2005.

## Biographie

### Carrière de joueur
Fernando Clavijo commence sa carrière en deuxième division uruguayenne, dans le club d'Atenas de San Carlos et y reste jusqu'à l'âge de 23 ans. Il passe ensuite par les New York Apollo puis plusieurs équipes du championnat nord-américain de futsal : les New York Arrows, Golden Bay Earthquakes, Sockers de San Diego, Los Angeles Lazers et Saint-Louis Storm. Il achève sa carrière en club en 1992.
En dépit de sa carrière de joueur de futsal, Clavijo compte plus de 60 sélections en équipe des États-Unis (outdoor), toutes entre 1990 et 1994. Sa première cape date du 21 novembre 1990 face à l'URSS à l'occasion d'un tournoi amical disputé à Port of Spain. Il participe ainsi à une phase finale de Coupe du monde,  à domicile lors de l'édition 1994. Il est également du titre obtenu lors de la toute première Gold Cup, en 1991, synonyme de participation à l'édition inaugurale de la Coupe du Roi-Fahd, précurseur de la Coupe des confédérations. En juin 2003, la sélection américaine est invitée par la CONMEBOL à participer à la Copa América, organisée par l'Équateur. Les Américains quittent la compétition à l'issue du premier tour sans gagner un seul match, terminant derniers de leur poule, devancée par le pays hôte, l'Uruguay et le Venezuela. Le mois suivant, pour la deuxième édition de la Gold Cup, il décroche une nouvelle médaille, tombant en finale face au Mexique.
Appelé dans le groupe des 22 joueurs convoqués pour la phase finale de la World Cup 1994, pour lesquels les Américains sont qualifiés d'office en tant que pays organisateur, Clavijo dispute trois rencontres : deux du premier tour face à la Colombie (victoire 2-1) et contre la Roumanie plus le huitième de finale, perdu contre le Brésil. Il raccroche définitivement les crampons le 4 juillet 1994, sur un carton rouge à la 85e minute, lors du match perdu (1-0) face aux Auriverde.

### Carrière d'entraîneur
En octobre 2003, Clavijo est choisi par les dirigeants de la fédération haïtienne afin de prendre en main l'équipe nationale. Il succède à l'Argentin Andrés Cruciani. 
Son principal challenge à la tête des Grenadiers est de tenter de qualifier l'équipe pour la prochaine Coupe du monde en Allemagne. Après avoir facilement disposé de la sélection des îles Turques-et-Caïques au premier tour, le parcours haïtien tourne court avec une élimination face aux Reggae Boyz jamaïcains. Le match retour, perdu 3-0 à l'Independence Park de Kingston, est le dernier de Clavijo en tant que sélectionneur. La fédération choisit le Cubain Armelio Luis García pour lui succéder.

## Palmarès
- Coupe des confédérations :
  - Troisième place en 1992 avec les États-Unis

- Gold Cup :
  - Vainqueur en 1991 avec les États-Unis
  - Finaliste en 1993 avec les États-Unis